# Ferrovia della Beira Alta
La ferrovia della Beira Alta (in portoghese Linha da Beira Alta) è una linea ferroviaria principale, a semplice binario, del Portogallo. Si dirama dalla Linea del Nord nella stazione di Pampilhosa e con un tracciato della lunghezza di 202 km raggiunge la frontiera spagnola a Vilar Formoso.
La linea è considerata una delle più belle del Portogallo. Si snoda ai margini della Serra da Estrela percorrendo un tracciato prossimo al fiume Mondego con un totale di 13 gallerie.

## Storia

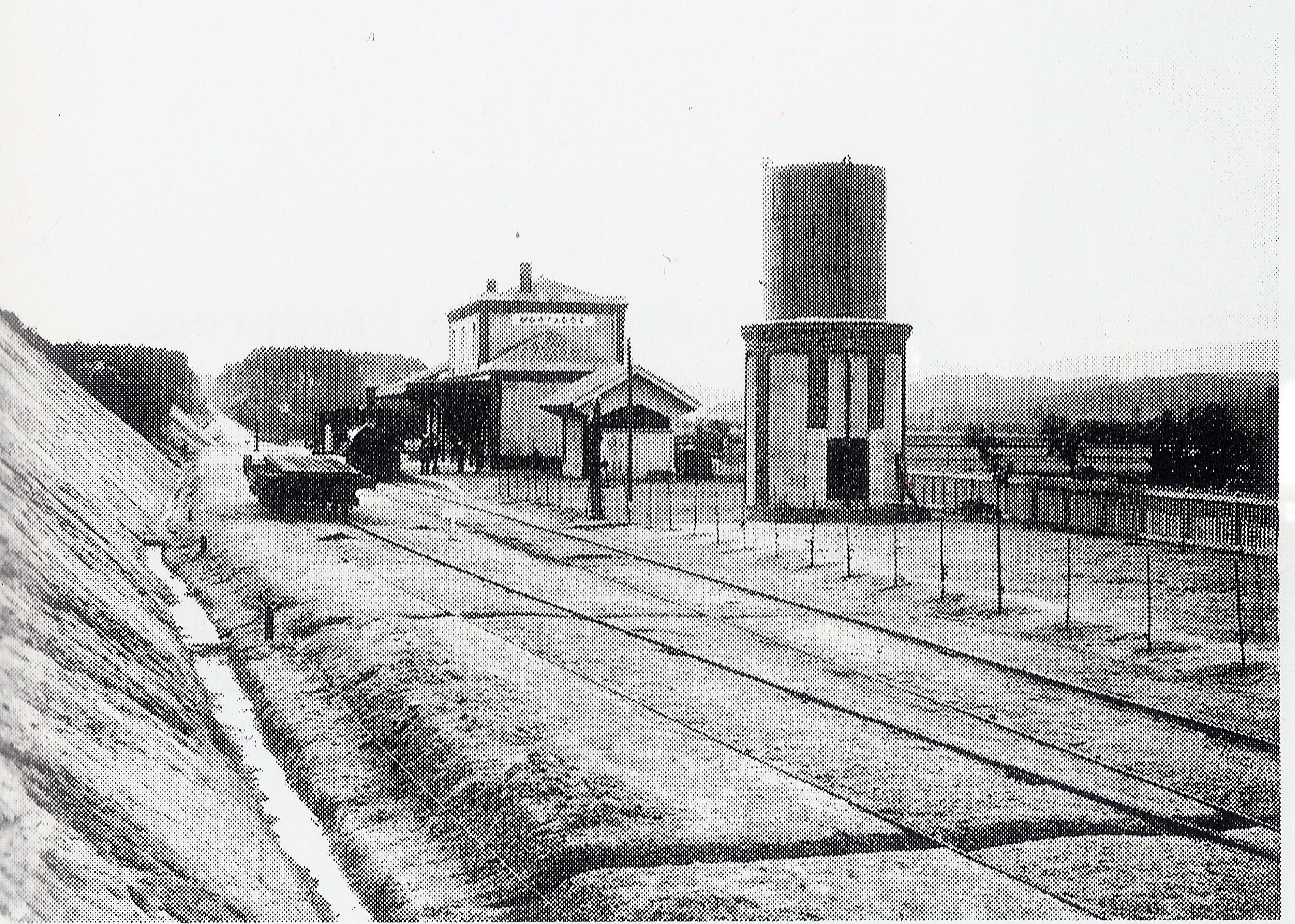
Stazione di Mortagua in un'immagine d'epoca

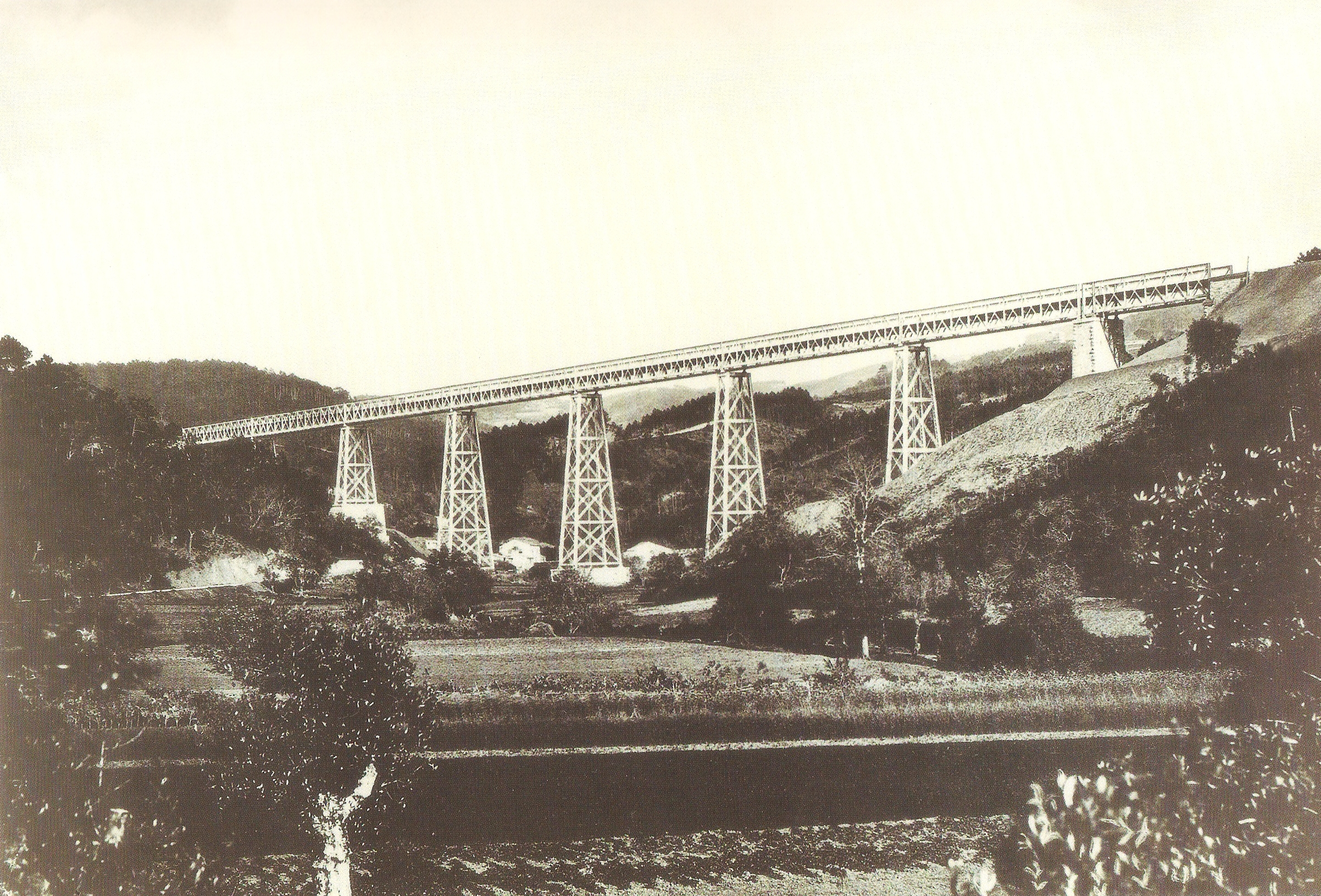
Viadotto in ferro di Varzas, del 1882, costruito da Eiffel in località Luso

### Prodromi
La ferrovia, che rivestiva grande importanza per le aree interessate fu discussa in una proposta parlamentare del 1874 e ratificata con una legge del 26 gennaio 1876 stabilendo la città di Coimbra come punto iniziale della linea. Il 25 maggio dello stesso anno un nuovo progetto stabilì come inizio la stazione di Pampilhosa. Vi furono ancora dibattiti e varianti finché il 23 marzo 1878 venne approvato un progetto esecutivo; il 3 agosto la Société Financière de Paris firmò il contratto esecutivo e fondò la Companhia dos Caminhos de Ferro Portugueses da Beira Alta per costruire ed esercire la linea.

### Realizzazione della ferrovia e sua estensione a Figueiro da Foz
Nell'ottobre 1878 la Companhia della Beira Alta iniziò i lavori sulla tratta concessa Vilar Formoso–Pampilhosa. Nel frangente emerse la proposta di continuare la linea da Pampilhosa a Figueira da Foz, località fornita di un porto che si riteneva avrebbe prodotto ulteriore traffico. Tale decisione tuttavia entrava in conflitto con gli interessi della Companhia Real dos Caminhos de Ferro Portugueses, che aveva progettato di continuare la sua linea fino alla località mediante un contratto antecedente del 14 settembre 1859. Fu quindi bandito un concorso per la realizzazione della tratta ferroviaria fino a Figueira da Foz; la società della Beira Alta si offerse di costruirla indipendentemente da alcun sostegno finanziario da parte del governo. Il Comitato consultivo delle opere pubbliche concesse la costruzione il 31 ottobre e, il 19 gennaio 1880, il contratto provvisorio fu firmato e promulgato con legge del 31 marzo. Il ricorso della Compañía Real venne respinto dal Tribunale Arbitrale il 7 ottobre 1880.
La ferrovia entrò in servizio provvisoriamente tra Pampilhosa e Vilar Formoso il 1º luglio 1882. La linea della Beira Alta inclusa la linea da Figueira da Foz, venne inaugurata il 3 agosto dello stesso anno dalla Companhia de los Caminhos de Ferro Portugueses de Beira Alta con una lunghezza complessiva di 252,522 km.
Tra il luglio del 1895 e il 1900 il treno Sud Express fu instradato sulla Linha da Beira Alta.

### Difficoltà di esercizio
Il traffico sulla linea subì una rilevante contrazione a causa delle ristrettezze sull'importazione di carbone a causa della prima guerra mondiale. Anche i dipendenti della compagnia parteciparono allo sciopero del 3 giugno 1918.
Il 2 giugno 1926 il direttore generale della Companhia informò la Commissione esecutiva che i ponti della linea non erano più in grado di sopportare il carico assiale delle locomotive più pesanti.
Il 2 maggio 1930 l'esercizio e il materiale rotabile della Companhia da Beira Alta vennero affidati alla Companhia dos Caminhos de Ferro Portugueses tuttavia il trasferimento della concessione fu trascritto soltanto il 28 febbraio 1946.
Dal 22 aprile 1937 il traffico internazionale della Companhia de Beira Alta venne sospeso a causa della Guerra di Spagna mentre dall'11 febbraio 1942 venne ridotto tutto il traffico nazionale a causa della penuria di combustibile.
Il 2 luglio 1953 la Fried Krupp Stahlban Rheinhausen si aggiudicò l'appalto per la ricostruzione dei ponti in ferro della linea; il 20 agosto il Consiglio dei Ministri autorizzò l'erogazione di 15 milioni di escudos alla Companhia dos Caminhos de Ferro Portugueses, per la sostituzione di sei ponti della linea della Beira Alta.
Nel 1958, la Companhia intraprese il rinnovamento di alcuni tratti della linea nell'ambito del primo piano di rilancio.
Nel 1970 il traffico principale venne limitato a Pampilhosa instradando solo servizi secondari su Figueira da Foz; dal 2009 il traffico sulla diramazione fu sospeso.
L'11 settembre 1985 ad Alcafache il Sud-Express si scontrò frontalmente con un treno regionale; vi perirono 113 persone.

### Rilancio
Nel 1994 la linea della Beira Alta era uno dei principali collegamenti ferroviari del Portogallo; vi si concentrava infatti gran parte del traffico internazionale sia merci che passeggeri tra cui il Sud Expresso e il Lusitânia Expresso. 
Tra 1992 e 1998 la Linha da Beira Alta ha quindi beneficiato in maniera consistente dei fondi dell'Unione europea con i quali è stata ammodernata, elettrificata e parzialmente ricostruita con una velocità massima consentita di 160 km/h. Vennero create due nuove stazioni di incrocio telecomandate, funzionali ad un aumento di potenzialità. In seguito all'elettrificazione furono introdotte le locomotive CP Serie 5600.

## Traffico
La linea è percorsa dal Sud-Express e da numerosi treni regionali delle Comboios de Portugal.
| Unknown route-map component "CONTgq" | Unknown route-map component "STR+r" |  |

|  | Unknown route-map component "BHFSPLa" | Unknown route-map component "exCONTg" |

|  | Unknown route-map component "vSHI1l-STRl" | Unknown route-map component "ABZxr+r" |

|  | Straight track | Continuation forward |

| Stop on track |

| Stop on track |

| Stop on track |

| Unknown route-map component "hKRZWae" |

| Stop on track |

| Stop on track |

| Stop on track |

| Station on track |

| Unknown route-map component "hKRZWae" |

| Unknown route-map component "exCONTg" | Straight track |  |

| Unknown route-map component "exXBHF-L" | Unknown route-map component "XBHF-R" |  |

| Unknown route-map component "exSTRl" | Unknown route-map component "eKRZo" | Unknown route-map component "exCONTfq" |

| Stop on track |

| Stop on track |

| Station on track |

| Stop on track |

| Unknown route-map component "eHST" |

| Stop on track |

| Stop on track |

| Unknown route-map component "eHST" |

| Stop on track |

| Station on track |

| Stop on track |

| Station on track |

| Stop on track |

| Stop on track |

| Station on track |

| Station on track |

| Unknown route-map component "eHST" |

| Unknown route-map component "eHST" |

| Underbridge |

| Station on track |

| Stop on track |

| Stop on track |

| Station on track |

| Stop on track |

| Unknown route-map component "eBHF" |

| Unknown route-map component "eHST" |

| Stop on track |

| Underbridge |

| Station on track |

| Unknown route-map component "exCONTgq" | Unknown route-map component "eABZgr" |  |

| Stop on track |

| Unknown route-map component "exCONTgq" | Unknown route-map component "eABZg+r" |  |

| Stop on track |

| Stop on track |

| Stop on track |

| Stop on track |

| Stop on track |

| Unknown route-map component "eHST" |

| Stop on track |

| Unknown route-map component "eHST" |

| Stop on track |

| Stop on track |

| Station on track |

| Restricted border on track |

|  | One way leftward | Unknown route-map component "CONTfq" |